# Évette-Salbert
Évette-Salbert (Duits: Weide-Saleberg) is een gemeente in het Franse departement Territoire de Belfort in de regio Bourgogne-Franche-Comté en telt 2042 inwoners (2005). De gemeente maakt deel uit van het arrondissement Belfort.

## Geschiedenis
De gemeente is in 1972 ontstaan door de fusie van Évette (Elzassisch/Duits: Weide), Bas-Évette en Salbert (Elzassisch-Duits: Saleberg. De gemeente maakt sinds 22 maart 2015 deel uit van het kanton Valdoie. Daarvoor maakte het deel uit van het kanton Giromagny.

## Geografie
De oppervlakte van Évette-Salbert bedraagt 9,2 km², de bevolkingsdichtheid is 222,0 inwoners per km².

## Verkeer en vervoer
In de gemeente ligt spoorwegstation Bas-Évette.
De onderstaande kaart toont de ligging van Évette-Salbert met de belangrijkste infrastructuur en aangrenzende gemeenten.

## Demografie
Onderstaande figuur toont het verloop van het inwonertal (bron: INSEE-tellingen).
Denney · Éloie · Évette-Salbert · Offemont · Roppe · Sermamagny · Valdoie · Vétrigne
1. ↑  Populations de référence 2022.